# Teratosphaeria toledana
Teratosphaeria toledana är en svampart som först beskrevs av Crous & Bills, och fick sitt nu gällande namn av Crous & U. Braun 2007. Teratosphaeria toledana ingår i släktet Teratosphaeria och familjen Teratosphaeriaceae.   Inga underarter finns listade i Catalogue of Life.